# La reina de los condenados (película)
La reina de los condenados (en inglés: Queen of the Damned) es una película del año 2002 basada parcialmente en las novelas Lestat el vampiro y La reina de los condenados de Anne Rice, pero sin seguir su argumento literalmente. Fue el último trabajo de Aaliyah, ya que un año antes del estreno falleció en un accidente de avión (y de hecho, al final de la película está dedicada a su memoria). Relata la historia de Lestat de Lioncourt su vida pasada después del despertar en un nuevo mundo moderno, su progenitor Marius de Romanus quien lo convirtió en vampiro, su interés relación amorosa con Jesse Reeves, lestat se vuelve cantante famoso en una banda de rock gótico.

## Argumento
El vampiro Lestat se despierta de décadas de letargo con el sonido de una banda de hard rock y procede a asumir el cargo de cantante principal. Alcanzando el éxito internacional, Lestat, después de haber revelado la existencia de vampiros, se burla de los demás de su especie durante una entrevista para promocionar su primer y único concierto en vivo.
Jesse Reeves, una investigadora del grupo de estudios paranormales Talamasca, está intrigada por las letras de Lestat después de escuchar una de sus canciones en la televisión y le cuenta al resto del grupo su teoría de que él realmente es un vampiro. Su mentor, David Talbot , la lleva a un lado y le dice que saben lo que es y que lo creó un vampiro llamado Marius. David también le muestra el diario de Lestat, que él recuperó, y se lo da a Jesse para que lo lea con la condición de que ella prometa no volver a The Admiral's Arms. En el diario, Lestat recuerda cómo Marius lo convirtió en vampiro y cómo despertó a Akasha, el primer vampiro, con su música. Insatisfecha con lo que leyó, Jesse rastrea a Lestat hasta un club de vampiros de Londres llamado The Admiral's Arms, Jesse estando dentro con los vampiros, lestat lo ve por primera vez donde luego la salva de tres vampiros, Lestat y Jesse se conocen, este la confronta por Marius y que le hable más sobre él a lo que ella muestra susto por temor que le haga algo, lestat se le acerca viendo su miedo y su ternura la seduce agarrándola de su mano chupando el dedo de Jesse lastimado mientras ella confiesa lo que anhela, lestat adivina su nombre enterándose de que es talamascana y leyó su diario, también le pregunta sobre el violín, eso lo conmovió a lo que la deja ir, estando lestat en su mansión saca el violín recordando lo que le dijo Jesse se siente atraído por ella.
En Los Ángeles, Lestat recibe la visita de Marius, quien le advierte que los otros vampiros no tolerarán su extravagante perfil público. Marius también revela que Akasha se ha despertado debido a la nueva música de Lestat y le ruega que cancele su concierto, a lo que él se niega. Mientras tanto, Akasha llega a The Admiral's Arms en busca de Lestat. Después de que los vampiros revelan su plan para matar a Lestat en su concierto, Akasha prende fuego al club y mata a todos los vampiros dentro. En Los Ángeles Lestat y Jesse se reencuentran en su apartamento a lo que ella le devuelve a Lestat su diario. Luego le pide que le muestre cómo es ser un vampiro, Lestat se burla de la idea, pero Jesse lo convence de que pase sus últimos momentos antes del concierto con ella. Los dos pasan tiempo juntos, Lestat y Jesse se enamoran y vuelan juntos compartiendo sueños mostrando las habilidades de un vampiro, paran hasta un museo Jesse a punto de caerse Lestat la salva confesando que le encanta a Jesse viendo lo especial y lo precioso que él jamás hubiera imaginado, pero Jesse le da la contra en sus palabras y le pide a Lestat que la convierta, diciéndole que quiere estar con él y que quiere saber todo lo que él hace. Lestat se niega airadamente y le muestra cómo es para un vampiro alimentarse agresivamente de un humano. Él furioso regresa a ella preguntándole si esto es realmente lo que quiere, ella retrocede con miedo de él, Lestat se da cuenta que no esta segura y se va.
Mientras actuaba en su concierto en Death Valley, un grupo de vampiros ataca a Lestat, Jesse lo avisa gritando pero se defiende con la ayuda de Marius, ambos se defienden de la mayoría de los vampiros hasta que Akasha irrumpe en el escenario y se lleva a Lestat con ella. Akasha lleva a Lestat a su nuevo hogar, donde los dos vampiros tienen relaciones sexuales, tiempo durante el cual Lestat queda fascinado por Akasha y se ve obligado a obedecerla, y esta lo proclama su nuevo rey. Después del concierto, Jesse es llevado a la casa de su tía, Maharet quien más tarde se revela a sí misma como una de los Antiguos Vampiros. Conociendo el plan de Akasha para apoderarse del mundo, los vampiros ancestrales discuten sus planes para destruir a la Reina bebiendo de ella y drenándola de su sangre. Sin embargo, creen que quien beba la última gota de la reina no sobrevivirá.
Fortalecidos por la sangre de Akasha, Lestat y la Reina se enfrentan a los Antiguos Vampiros. Cuando se niegan a unirse a ella, Akasha le ordena a Lestat que mate a Jesse, ya que la Reina la ve a la vez como enemiga, debido a que es descendiente de Maharet, y como comida, convirtiéndola en un ejemplo para aquellos que se atreven a desobedecerla. Lestat aparentemente obedece, pero después de beber la sangre de Jesse, traspasa lo presioso y dulzura a lestat a lo que vuelve en sí y se libera del poder de Akasha. Pide vengándose enojado por su "corona" y Akasha abiertamente le da su brazo para alimentarse. Lestat luego se vuelve hacia ella y comienza a drenar su sangre. Con la ayuda de los Antiguos, el poder de Akasha disminuye. Maharet es el último en beber la sangre de Akasha, matándola. Lestat triste va hacia Jesse y la acuna en sus brazos sintiéndose mal la ama, sin poder vivir sin su amor, la transforma en vampiro.
Lestat y Jesse regresan a talamasca en londrés que ahora ella es un vampiro siendo amables, visitan a David y le devuelven el diario de Lestat dónde se añadieron más escrituras sobre él y su relación amorosa con Jesse. Cuando David le pregunta que se siente a Jesse se ofrece a convertirlo en un vampiro a lo que él responde que es demasiado mayor para la inmortalidad a lo que ella feliz se despide de David iba a abrazarlo, pero este muestra miedo y rechaza el abrazo, sintiendo su vacilación, Jesse parece herida pero asiente con comprensión, ella se va con Lestat juntos siendo amantes y pareja, luego unos momentos después, Marius saluda a David, Lestat y Jesse regresan a la mansión caminando en la calle agarrados de la mano felices entre los mortales hacia la noche.

## Reparto
- Lestat: Stuart Townsend
- Jesse: Marguerite Moreau
- Akasha: Aaliyah
- Marius: Vincent Pérez
- David: Paul McGann
- Maharet: Lena Olin
- Mael: Christian Manon
- Pandora: Claudia Black
- Khayman: Bruce Spence
- Armand: Matthew Newton

## Desarrollo
Warner Bros. había adquirido los derechos cinematográficos de varias de las novelas de Anne Rice, las tres primeras Crónicas vampíricas y la trilogía de Las brujas de Mayfair, tras la adquisición de Lorimar Productions en 1988. Una eventual adaptación de Entrevista con el vampiro (dirigida por Neil Jordan y producida por David Geffen) fue lanzada en 1994, aunque no sin controversia, particularmente sobre la reacción de los fanáticos al casting de Tom Cruise como Lestat, una objeción inicialmente compartida por Anne Rice que se retractó después de ver la película terminada.
Después del éxito comercial y crítico de Entrevista con el vampiro, Neil Jordan comenzó el desarrollo inicial de la secuela de la novela, Lestat el vampiro, aunque esto no llegó a ninguna parte. 
Como los derechos de las novelas volverían a Anne Rice a finales de 2000, las reuniones iniciales de la historia para adaptar una o ambas de las Crónicas vampíricas restantes comenzaron en 1998. La decisión se tomó temprano para reescribir sustancialmente la trama y para base la mayor parte de la película en el tercer libro: Lestat el vampiro se consideró demasiado amplio y episódico para un largometraje de dos horas, aunque se utilizó la configuración de la novela del despertar de Lestat y su carrera como estrella de rock. También se decidió centrarse en Lestat como el personaje principal, y se omitió la historia de fondo de Akasha y la Historia de los gemelos, a pesar de que eran prácticamente centrales en la trama de la novela.

Disgustada con la falta de progreso, y más particularmente con la falta de consulta del estudio con ella sobre el desarrollo del guion, la autora Anne Rice escribió una respuesta crítica a la pregunta de un fan sobre la película en 1998: 
El factor clave es que todo el contrato de vampiros termina en el año 2000. Todas las propiedades vuelven a mí en ese momento, a menos que comience la producción, es decir, la fotografía principal, antes de esa fecha. No creo que sea posible que Warner Bros. desarrolle nada en esa cantidad de tiempo.
No han sido receptivos a mí ni a mis ideas en absoluto.
No hace mucho, hace menos de un año, de hecho, les rogué a los ejecutivos que me dejaran escribir un guión para THE VAMPIRE LESTAT para escala sindical (el Gremio de Escritores no les permitirá escribirlo gratis) y un pago diferido no debido hasta el lanzamiento de la imagen. Simplemente no estaban interesados. Fue muy doloroso para mí, ya que había estado hablando con un nuevo director que habían contratado y ambos estábamos entusiasmados con la idea.
Me sentí desairado y herido y no me he molestado en acercarme a ellos desde entonces. Se supone que el joven director está desarrollando LA REINA DE LOS MALDITOS, lo cual creo que es una mala idea, y básicamente un proyecto condenado al fracaso.

A pesar de que no han mostrado ningún interés por mí como guionista, no han podido encontrar uno para esta extraña idea de LA REINA DE LOS CONDENADOS. No me sorprende demasiado. Creo que cualquier guionista respetable estaría loco si abordara esa novela sin haber desarrollado completamente la historia de fondo de Lestat. De todos modos, ahí es donde está.
Durante 1999, el guion fue desarrollado por el guionista de televisión Scott Abbott y el guionista y director australiano Michael Petroni. Otro australiano, Michael Rymer, fue confirmado para dirigir. Rymer sugirió que la película se rodara en su ciudad natal de Melbourne, lo que ahorraría considerablemente en costos de producción.
El primer elenco de actores fue la cantante de R&B Aaliyah (quien había hecho su debut cinematográfico y actoral en Romeo Must Die) como la epónima Reina de los Condenados. La búsqueda de un actor para interpretar a Lestat tomó mucho más tiempo (se consideró la idea de que Tom Cruise repitiera el papel, pero se descartó), aunque los favoritos incluyeron a Wes Bentley, Josh Hartnett y Heath Ledger. El actor irlandés Stuart Townsend asumió el papel en 2000, y el elenco final incluyó a Vincent Pérez como Marius, Paul McGann como David Talbot, Lena Olin como Maharet y Marguerite Moreau como Jesse Reeves. Los actores australianos incluyeron a Claudia Black como Pandora y Matthew Newton como Armand.

## Producción
Con un gran elenco de actores internacionales y australianos se comenzó la fotografía principal el 2 de octubre de 2000 y terminó el 27 de febrero de 2001, en una antigua fábrica de galletas, convertida en estudio en el suburbio de St. Albans en Melbourne. La filmación en locaciones se llevó a cabo alrededor de la ciudad de Melbourne, aunque algunas filmaciones se realizaron en Los Ángeles. Para las escenas del concierto de Lestat en el Valle de la Muerte, más de 3000 góticos fueron reclutados en clubes nocturnos de Melbourne y en Internet, luego conducidos en una flota de autobuses a una cantera en Werribee para actuar como extras.

## Lanzamiento

### Reacción del autor
En julio de 2001, la autora Anne Rice había suavizado su postura anterior sobre la película, al igual que lo había hecho con Interview. Cuando se le preguntó sobre el progreso de la película, respondió:
Todo lo que escucho sobre la película es bueno. Warner Bros. está extremadamente entusiasmado. Están trabajando muy duro para hacerlo perfecto. No tengo noticias reales. Permítanme repetir lo que mencioné en un mensaje reciente. Conocí a Stuart Townsend, el joven que interpreta a Lestat y fue absolutamente encantador. Tenía la excelente voz de Lestat y su gracia felina. No puedo esperar a verlo en la película.
A finales de 2001, Rice había visto la película completa y estaba lo suficientemente satisfecha como para permitir que su nombre se usara en material promocional, aunque más tarde se desilusionó y rechazó la película en 2003, afirmando que un formato de serie de televisión sería más adecuado al material de origen. Posteriormente, Rice instó a los fanáticos en su página de Facebook a "simplemente olvidarse" de la película, que dijo que "mutilaba" su trabajo.

### Reacción pública y crítica
La reina de los condenados fue lanzada el 22 de febrero de 2002 en Estados Unidos y Canadá.
La película recibió críticas en su mayoría negativas de los críticos, y varios críticos, como Roger Ebert, la describieron como "tonta" o "maldita". La película tiene una calificación de aprobación "podrida" del 17% en Rotten Tomatoes basada en 130 reseñas, y el consenso del sitio califica a la película como "Una película de vampiros confusa y cursi al estilo MTV con muchos atractivos visuales y malos acentos".  A pesar de las críticas negativas, La reina de los condenados encabezó la taquilla en su primer fin de semana, contra una competencia bastante débil. La película recaudó $ 45,5 millones con un presupuesto de $ 35 millones.

### Allan Menzies
En diciembre de 2002, Allan Menzies de West Lothian, Escocia, asesinó a uno de sus amigos, Thomas McKendrick. Afirmó en la corte que fue el personaje de Aaliyah, la Reina Akasha de la película, quien le dijo que lo hiciera.

### Medios domésticos
Fue lanzada en DVD el 27 de agosto de 2002 y en Blu-ray el 18 de septiembre de 2012 y relanzado el 7 de febrero de 2017.